# Paralelo 35 norte
El paralelo 35 Norte es un paralelo que está 35° grados a norte del plano ecuatorial de la Tierra.
En los Estados Unidos de América, este paralelo define la frontera sur de Tennessee, y la frontera entre  Carolina del Norte y Georgia.
A esta latitud el día dura 14 horas con 31 minutos en el solsticio de junio y 9 horas con 48 minutos en el solsticio de diciembre.
Comenzando en el meridiano de Greenwich en la dirección este, el paralelo 35 norte pasa sucesivamente por:
| País, territorio o mar            | Notas |
| --------------------------------- | --- |
| Argelia                           | |
| Túnez                             | |
| Mar Mediterráneo                  | |
| Grecia                            | Isla de Creta |
| Mar Mediterráneo                  | |
| Chipre                            | |
| Mar Mediterráneo                  | |
| Siria                             | |
| Irak                              | |
| Irán                              | |
| Afganistán                        | |
| Pakistán                          | |
| Cachemira                         | Área administrada por el Pakistán Área administrada por la India |
| Aksai Chin                        | Disputado entre India y China |
| China                             | |
| Mar de la China Meridional        | |
| Corea del Sur                     | |
| Estrecho de Corea / Mar del Japón | |
| Japón                             | Isla de Honshū |
| Océano Pacífico                   | |
| Estados Unidos                    | Califórnia Nevada (punto más meridional) Arizona Nuevo México Texas Oklahoma Arkansas frontera Tennessee / Misisipi frontera Tennessee / Alabama frontera Tennessee / Georgia frontera Carolina del Norte / Georgia Carolina del Sur Carolina del Norte |
| Océano Atlántico                  | |
| Marruecos                         | |
| Argelia                           | |